# Mohammed Sheita
Mohammed Sheita est un ancien footballeur égyptien devenu entraîneur à la fin de sa carrière de joueur.

## Biographie
En 1970, il succède au Tunisien Ali Chaouach au poste de sélectionneur de l'équipe d'Arabie saoudite. Avec les Faucons, il participe pour la première fois à la Coupe du Golfe des nations, organisée par le Bahreïn. Les Saoudiens terminent à la troisième place, sans réussir à remporter la moindre rencontre. Sheita achève son mandat de sélectionneur en 1972 et c'est son compatriote Taha Ismail qui lui succède. 
Il enchaîne avec un contrat de sélectionneur à la tête d'un pays voisin, les Émirats arabes unis, qui vient juste de mettre en place l'équipe nationale. Il mène la sélection lors des éditions 1972 et 1974 de la Coupe du Golfe avec à nouveau une 3e place en 1972. Il quitte les Émirats en 1974.